# Rábacsanak
Rábacsanak è un comune di 581 abitanti situato nella contea di Győr-Moson-Sopron, nell'Ungheria nordoccidentale.